# Марија Кац
Марија Љвовна Кац (рус. Мария Львовна Кац), позната под псеудонимом Јудиф (рус. Юдифь; Москва, 23. јануар 1973) руска је певачица, глумица и музички педагог. Са песмом Вечный странник (лит. Вечна луталица) наступила је на Песми Евровизије 1994. у Даблину године као прва представница Русије на овом такмичењу.

## Биографија
Прве музичке кораке марија је направила још као тринаестогодишња девојчица када је са својом групом изводила хеви-метал песме. Професионалну каријеру започиње 1989. године након познантсва са текстописцем Кареном Кавалерјаном под чијим патронатом се пријављује на музичко такмичење Утренняя звезда. Након тога посветила се школовању и усавршавању свог вокала, а године 1991. постала је и главним вокалом руске рок групе Квартал. Две године касније као пратећи вокал пева на наступима групе Лига блуза.
Некадашњи клавијатуриста Лиге блуза Лав Земљински написао је 1994. године песму Вечный странник (лит. Вечна луталица) са којом је Марија наступила на руском националном избору за Песму Евровизије који је 1994. одржан у ирској престоници Даблину. Марија је наступајући под уметничким именом Јудиф убедљиво победила на националном избору и на тај начин постала прва представница Русије на Песми Евровизије.
Русија је у Даблину наступила под редним бројем 23 и са освојених 70 бодова заузела је укупно 9. место. Лав Земљински је уједно наступио и као званичан диригент руске делегације. 
Након Евровизије Кацова је наставила сарадњу са Лигом блуза, а 2000. године је проглашена за најбољу руску блуз певачицу. Исте године објавила је и албум Рыжий блюз. У сезони 2002/03. радила је и као вокални тренер у музичком такмичењу Постани звезда ('«Стань Звездой»)
Током каријере сарађивала је са неким од највећих имена руске музичке сцене певајући пратеће вокале на њиховим албумима (укључујући и Григорија Лепса и Валерија Меладзеа). 